# Střední jizerský hřeben
Střední jizerský hřeben – niewielki grzbiet w środkowej części Gór Izerskich, w Sudetach Zachodnich, w północnych Czechach.

## Położenie
Střední jizerský hřeben leży na południe od Wysokiego Grzbietu i na północ od Walońskiego Grzbietu. Od Wysokiego Grzbietu oddzielony jest szeroką doliną Izery, a od Walońskiego Grzbietu doliną Jizerki. Na zachodzie, na krótkim odcinku, dolina Smědy oddziela go od Hejnickiego Grzbietu.
Na południowy wschód od grzbietu położona jest wieś Jizerka.
Střední jizerský hřeben położony jest w całości w Czechach, w kraju libereckim, w powiecie Jablonec nad Nysą.

## Opis
Střední jizerský hřeben tworzy stosunkowo wąski grzbiet, ciągnący się z północnego zachodu na południowy wschód. Pierwszym wzniesieniem jest Klínový vrch, oddzielony od pozostałej części szerokim obniżeniem Předěl, gdzie znajduje się węzeł szlaków turystycznych. Kolejne wzniesienia, to: Plochý vrch, Zelený kámen, Český vrch, Pytlácké kameny, Jelení stráň, kopa bez nazwy i Bukovec. Ten ostatni, zbudowany z bazaltu, oddzielony jest od reszty grzbietu przełomową doliną Jizerki i powinien być zaliczony do Walońskiego Grzbietu.
Na grzbiecie w wielu miejscach występują skałki, bloki skalne i rumowiska. Najbardziej znane skałki, to: Paličník, Pytlácké kameny, Jelení stráň.

## Wody
Przez Střední jizerský hřeben przebiega Europejski Dział Wodny, oddzielający zlewiska Morza Bałtyckiego i Północnego. Zachodnie zbocza odwadnia Smědá, dopływ Nysy Łużyckiej, a pozostałe Izery i Jizerka.

## Budowa geologiczna
Cały grzbiet zbudowany jest z granitu karkonoskiego. Jedynie odosobniony Bukovec zbudowany jest z trzeciorzędowego bazaltu.

## Roślinność
Prawie cały masyw porośnięty jest lasem świerkowym. Znaczne obszary, po obu stronach grzbietu, zajmują torfowiska.

## Ochrona przyrody
Na obszarze Średniego Grzbietu znajduje się 6 rezerwatów przyrody (czes. přírodní rezervace): Paličník, Rašeliniště Jizery, Černá jezirka, Rybí loučky, Rašeliniště Jizerky i Bukovec.

## Turystyka
Grzbietem przechodzi szlak turystyczny:
- czerwony szlak z Lázně Libverda do Harrachova przez Jizerkę[1][2].

Zboczami biegną drogi leśne, częściowo o utwardzonej nawierzchni.